# Toltecas

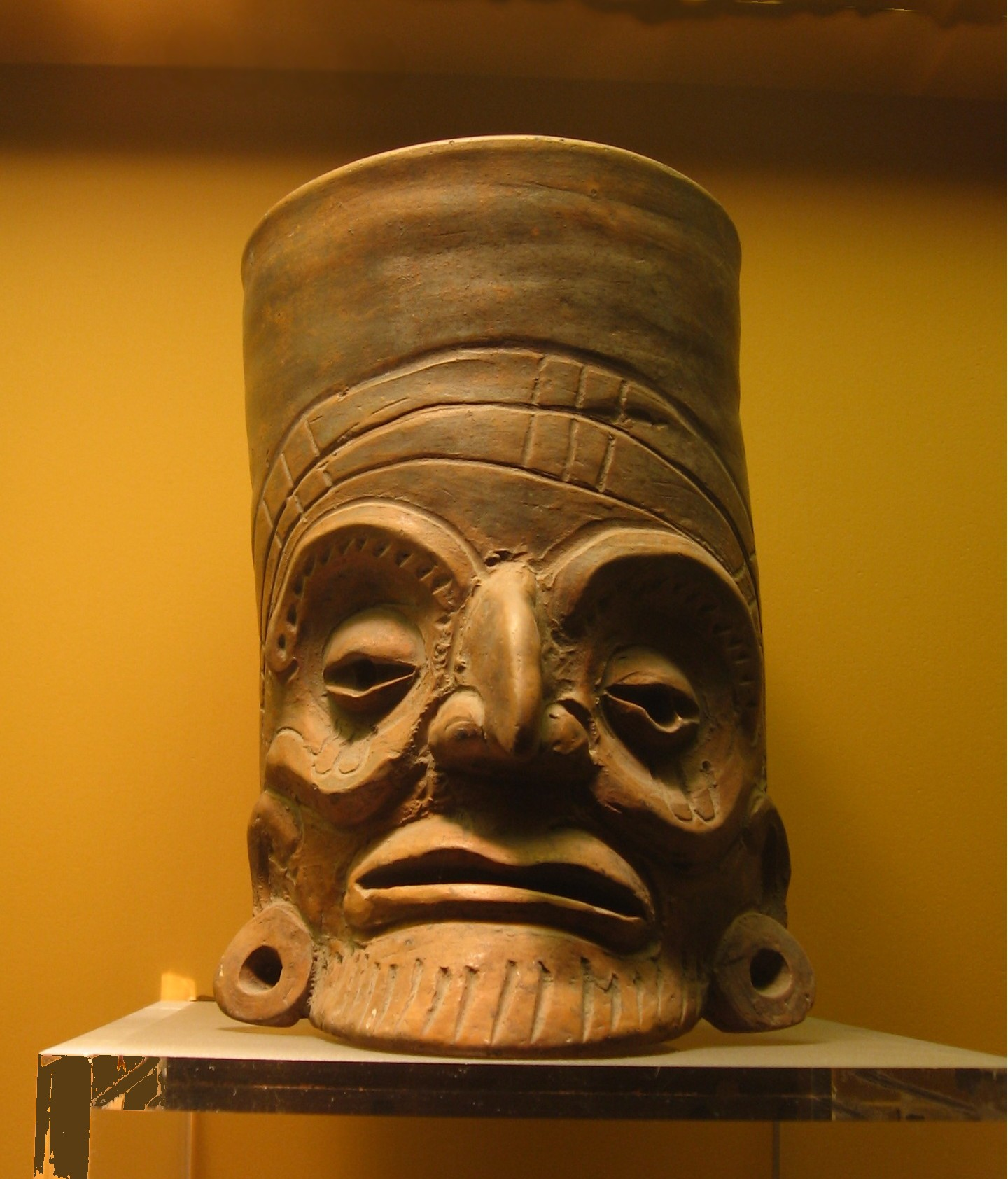
Um expressivo vaso de barro de laranja no estilo tolteca, da coleção do Museu Americano de História Natural

Os toltecas (/ˈtɒltɛk/) foram uma cultura pré-colombiana mesoamericana que governou um Estado centrado em Tula, Hidalgo, México, no início do período pós-clássico de cronologia mesoamericana (ca. 900-1521 d.C.). A cultura asteca posterior via os toltecas como seus predecessores intelectuais e culturais e descreveu a cultura tolteca proveniente de Tōllān como o epítome da "civilização"; na língua náuatle a palavra Tōltēcatl (singular) ou Tōltēcah (plural) passou a ter o significado de "artesão". A tradição oral e pictográfica asteca também descreveu a história de um "Império Tolteca", dando listas de governantes e suas façanhas.
Estudiosos modernos debatem se as narrativas astecas da história tolteca devem receber crédito como descrições de eventos históricos reais. Embora todos os estudiosos reconheçam que há uma grande parte mitológica da narrativa, alguns sustentam que, usando um método comparativo crítico, algum nível de historicidade pode ser resgatado das fontes. Outros afirmam que a análise contínua das narrativas como fontes da história real é fútil e impede o acesso ao conhecimento real da cultura de Tula.
Outras controvérsias relacionadas aos toltecas incluem a questão de como melhor compreender as razões por trás das semelhanças percebidas na arquitetura e na iconografia entre os sítios arqueológicos de Tula e de Chichén Itzá. Os pesquisadores ainda não chegaram a um consenso quanto ao grau ou direção da influência entre esses dois locais.

## Arqueologia

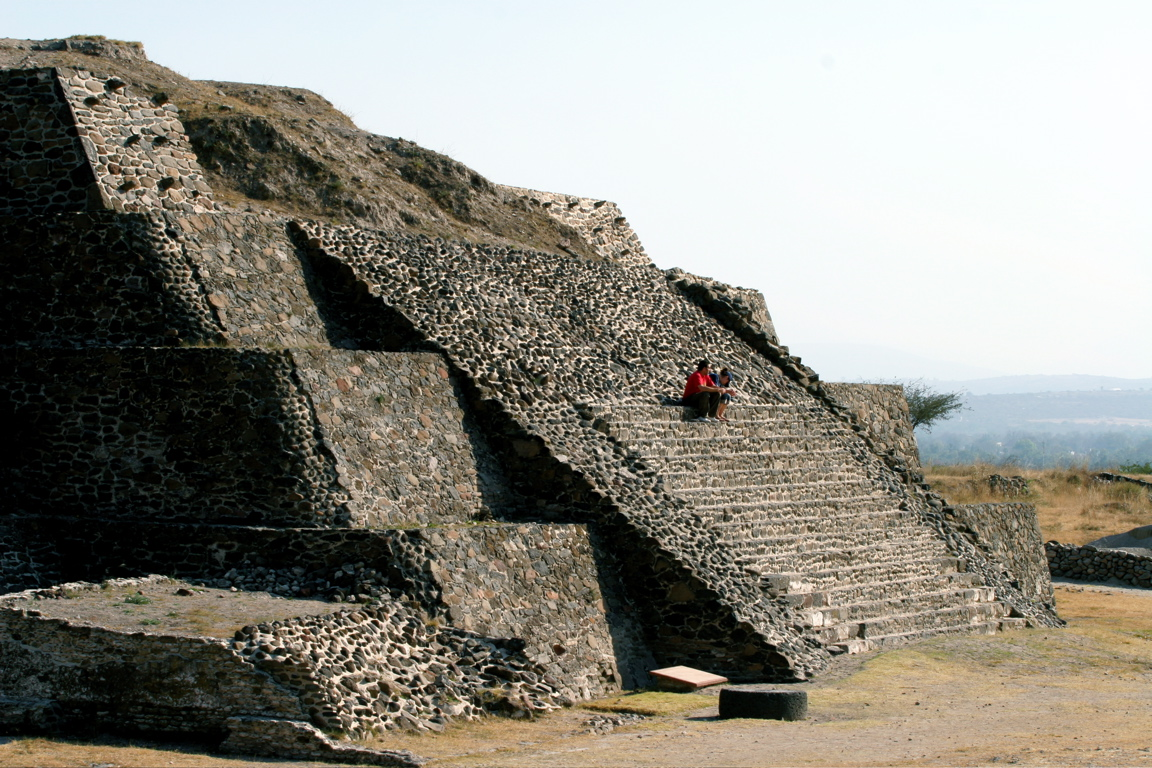
Pirâmide C em Tula, Hidalgo

Alguns arqueólogos, como Richard Diehl, defendem a existência de um horizonte arqueológico tolteca caracterizado por certos traços estilísticos associados a Tula e estendendo-se a outras culturas e políticas na Mesoamérica. A presença de traços estilísticos associados a Tula em Chichén Itzá também é tida como evidência de um horizonte tolteca. Especialmente a natureza da interação entre Tula e Chichén Itzá tem sido controversa com estudiosos defendendo a conquista militar de Chichén Itzá pelos toltecas, Chichén Itzá estabelecendo Tula como uma colônia ou apenas conexões fracas entre os dois centros urbanos. A existência de qualquer significado do estilo de arte mixteca-puebla também foi questionada.
Um ponto de vista contrário é argumentado em um estudo de 2003 feito por Michael E. Smith e Lisa Montiel, que compara o registro arqueológico relacionado a Tula com aqueles centrados em Teotihuacan e Tenochtitlan. Eles concluem que, em relação à influência exercida na Mesoamérica por Teotihuacan e Tenochtitlan, a influência de Tula em outras culturas foi insignificante e provavelmente não merecia ser definida como um império, mas mais como um reino. Embora Tula tenha a complexidade urbana esperada de uma capital imperial, sua influência e domínio não foram muito amplos. Evidências para a participação de Tula em extensas redes de comércio foram descobertas; por exemplo, os restos de uma grande oficina de obsidiana.

## História da pesquisa

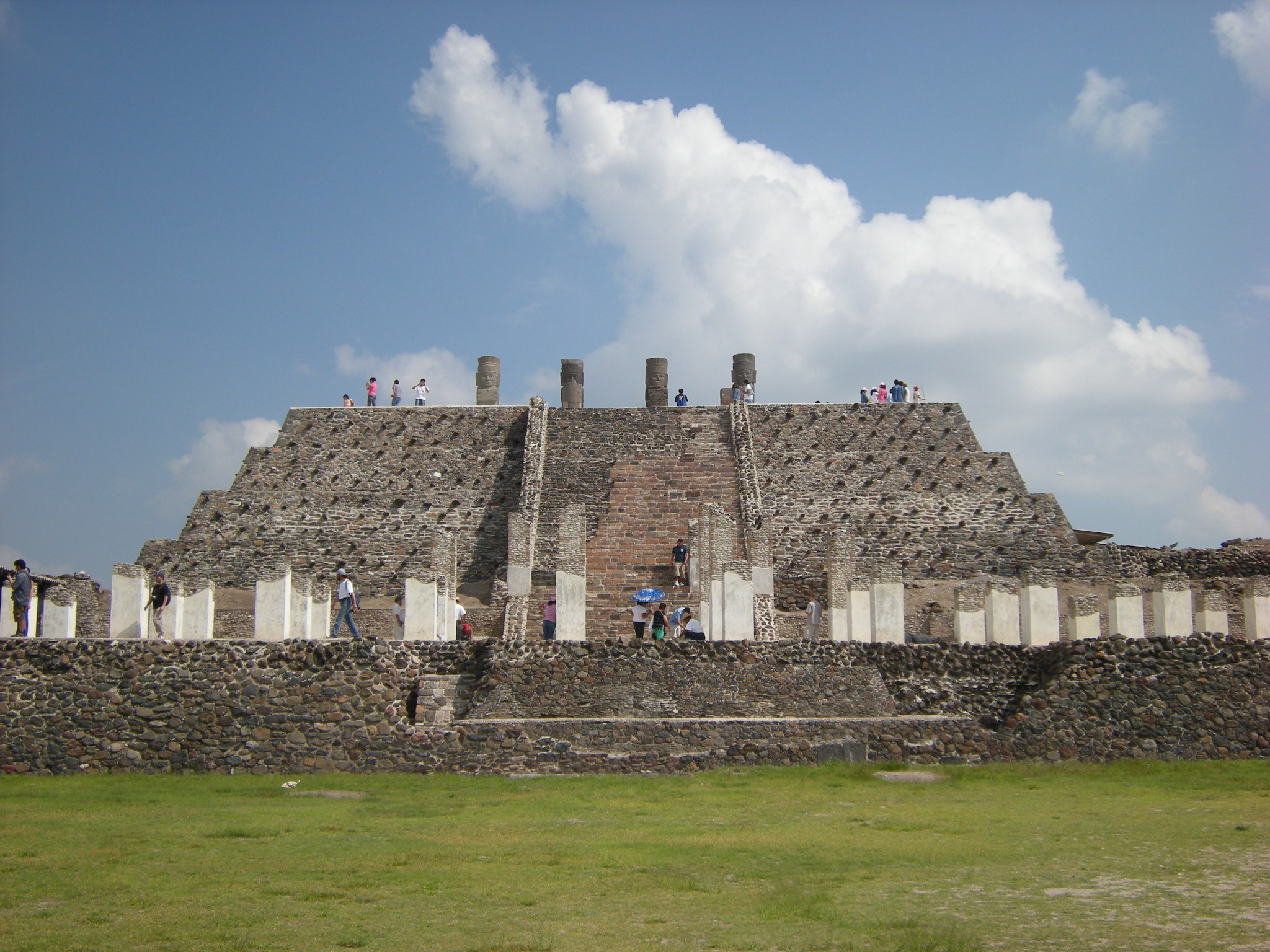
Tempo Tlahuizcalpantecuhtl (Pirâmide B) é a maior e mais conhecida estrutura do sítio arqueológico de Tula.

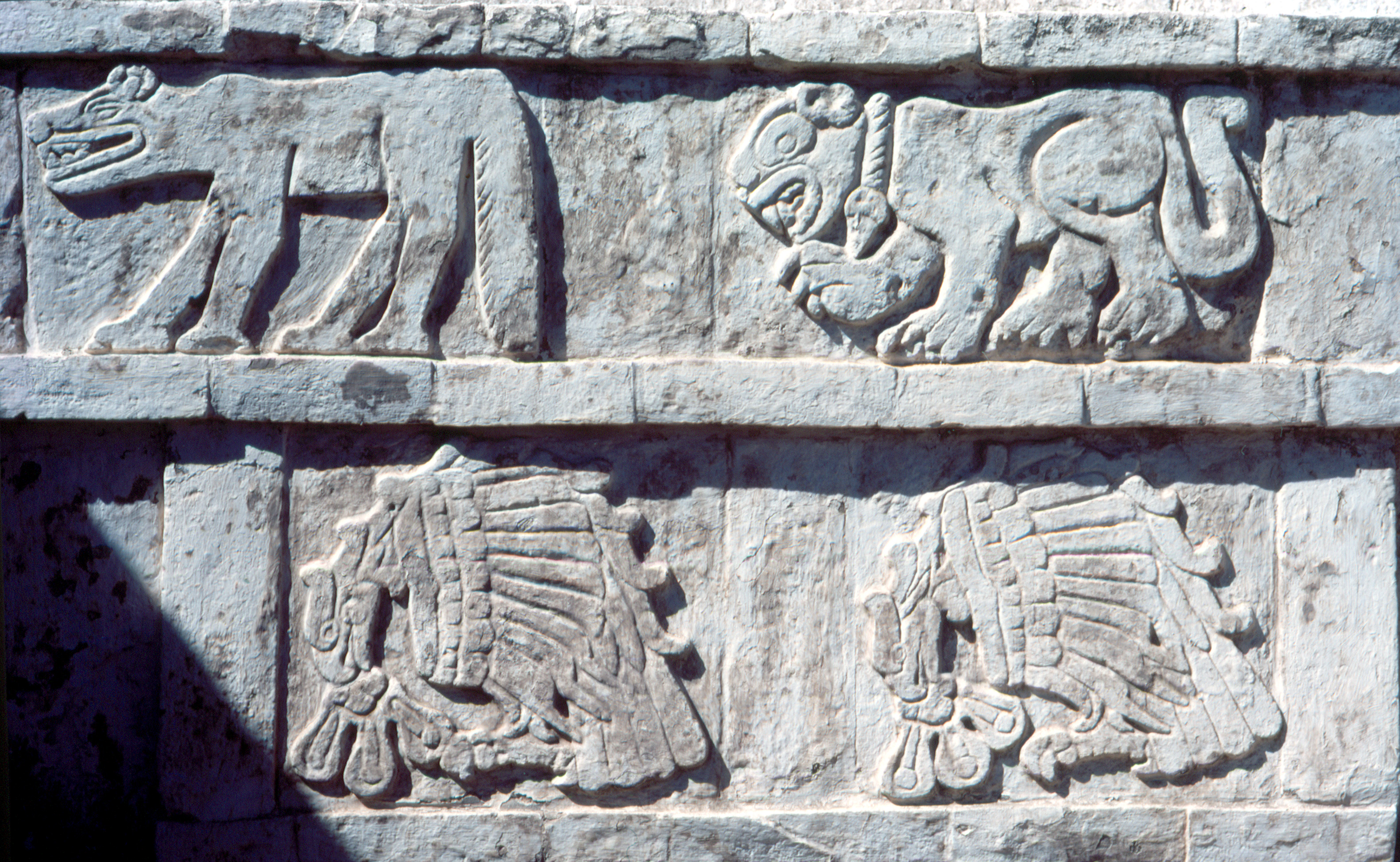
Relevo de estuque em Tula retratando coiotes, jaguares e águias comendo corações humanos

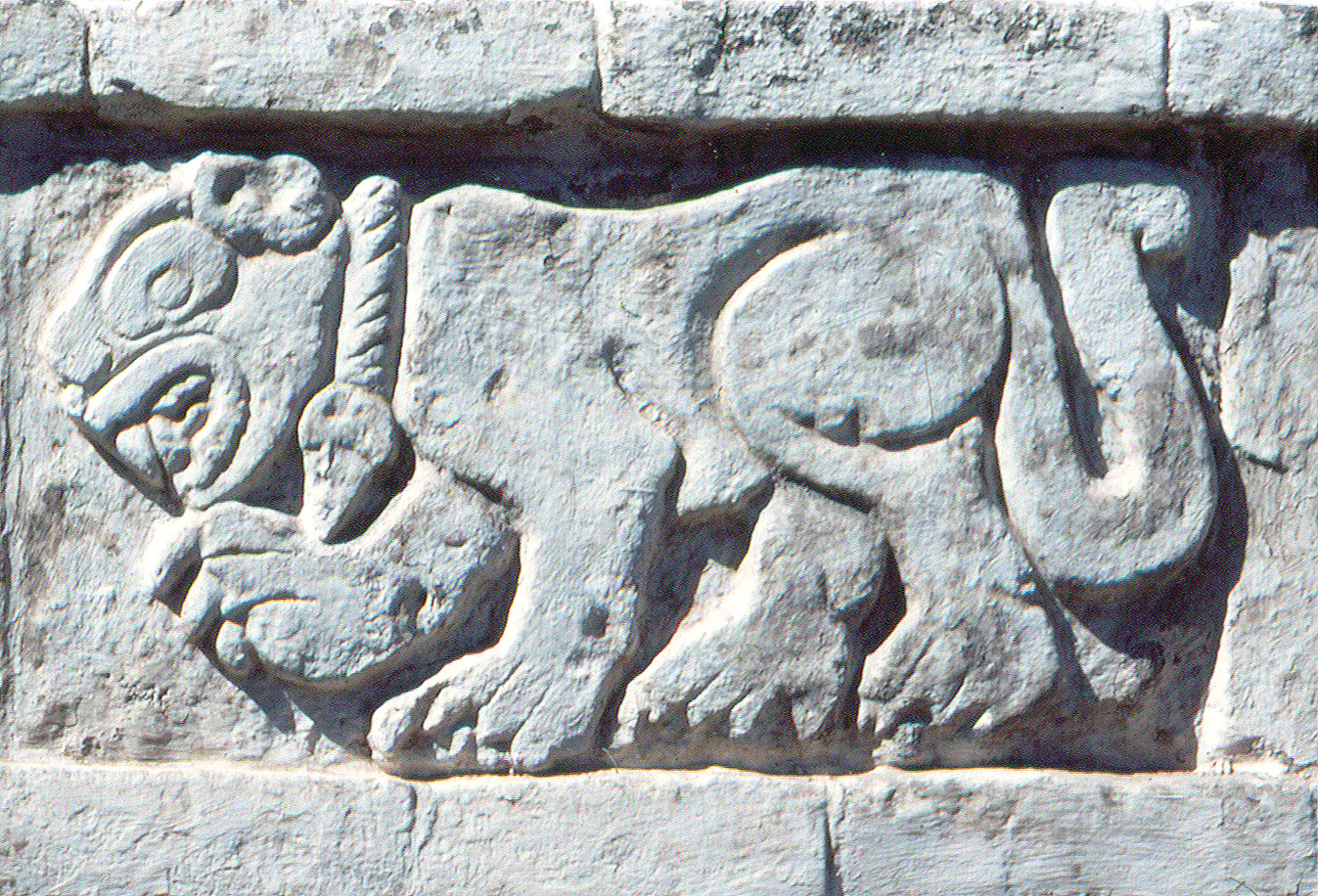
Relevo esculpido de um jaguar em Tula, Hidalgo

Uma das primeiras menções históricas aos toltecas foi feita pelo frade dominicano Diego Durán, mais conhecido por ser um dos primeiros ocidentais a estudar a história da Mesoamérica. O trabalho de Durán continua relevante para as sociedades mesoamericanas e, com base em suas descobertas, ele afirmou que os toltecas eram discípulos do "Sumo Sacerdote Topiltzin", cujos discípulos teriam pregado e realizado milagres. "Espantadas, as pessoas chamam esses homens de toltecas", o que Durán explica "significar 'mestres' ou 'homens sábios em alguma arte'".
O debate posterior sobre a natureza da cultura tolteca remonta ao final do século XIX. Estudiosos mesoamericanistas como Mariano Veytia e Francisco Clavigero liam as crônicas astecas e acreditavam que eram descrições históricas realistas de um império pan-mesoamericano baseado em Tula. Esta visão historicista foi desafiada pela primeira vez por Daniel Garrison Brinton, que argumentou que os "toltecas", conforme descritos nas fontes astecas, eram apenas uma das várias cidades-Estado de língua náuatle no período pós-clássico e não uma cidade particularmente influente naquele período histórico. Ele atribuiu a visão asteca dos toltecas à "tendência da mente humana de glorificar os bons e velhos tempos" e à confusão do lugar de Tollan com o mito da luta entre Quetzalcoatl e Tezcatlipoca. Désiré Charnay, o primeiro arqueólogo a trabalhar em Tula, defendeu as visões historicistas com base em sua impressão da capital tolteca e foi o primeiro a notar semelhanças nos estilos arquitetônicos entre Tula e Chichén Itza. Isso o levou a postular a teoria de que Chichén Itzá havia sido violentamente tomada por uma força militar tolteca sob a liderança de Kukulcan. Após Charnay, o termo tolteca ficou associado ao influxo de certos traços culturais do México central na esfera de dominação maia que ocorreu no final do período clássico e no início do pós-clássico; as civilizações maias pós-clássicas de Chichén Itzá, de Mayapán e das terras altas da Guatemala foram chamadas de maias "toltecizados" ou "mexicanos".
A escola de pensamento historicista persistiu até o século XX e considerava os toltecas um verdadeiro grupo étnico. Esta escola de pensamento conectou os "toltecas" ao sítio arqueológico de Tula, considerado o Tollan do mito asteca. Esta tradição assume que grande parte do México central foi dominado por um "Império Tolteca" entre os séculos X e XII. Os astecas referiam-se a várias cidades-Estado mexicanas como Tollan, "Local dos Juncos", como "Tollan Cholollan". A arqueóloga Laurette Séjourné, seguida pelo historiador Enrique Florescano, argumentou que o Tollan "original" era provavelmente Teotihuacán.
Muitos historicistas como H. B. Nicholson (2001 (1957)) e Nigel Davies (1977) estavam plenamente cientes de que as crônicas astecas eram uma mistura de relatos míticos e históricos; isso os levou a tentar separar os dois aplicando uma abordagem comparativa às diversas narrativas astecas. Por exemplo, eles procuram discernir entre a divindade Quetzalcoatl e um governante tolteca frequentemente referido como Ce Ácatl Topiltzin Quetzalcóatl.

### Os toltecas como mito

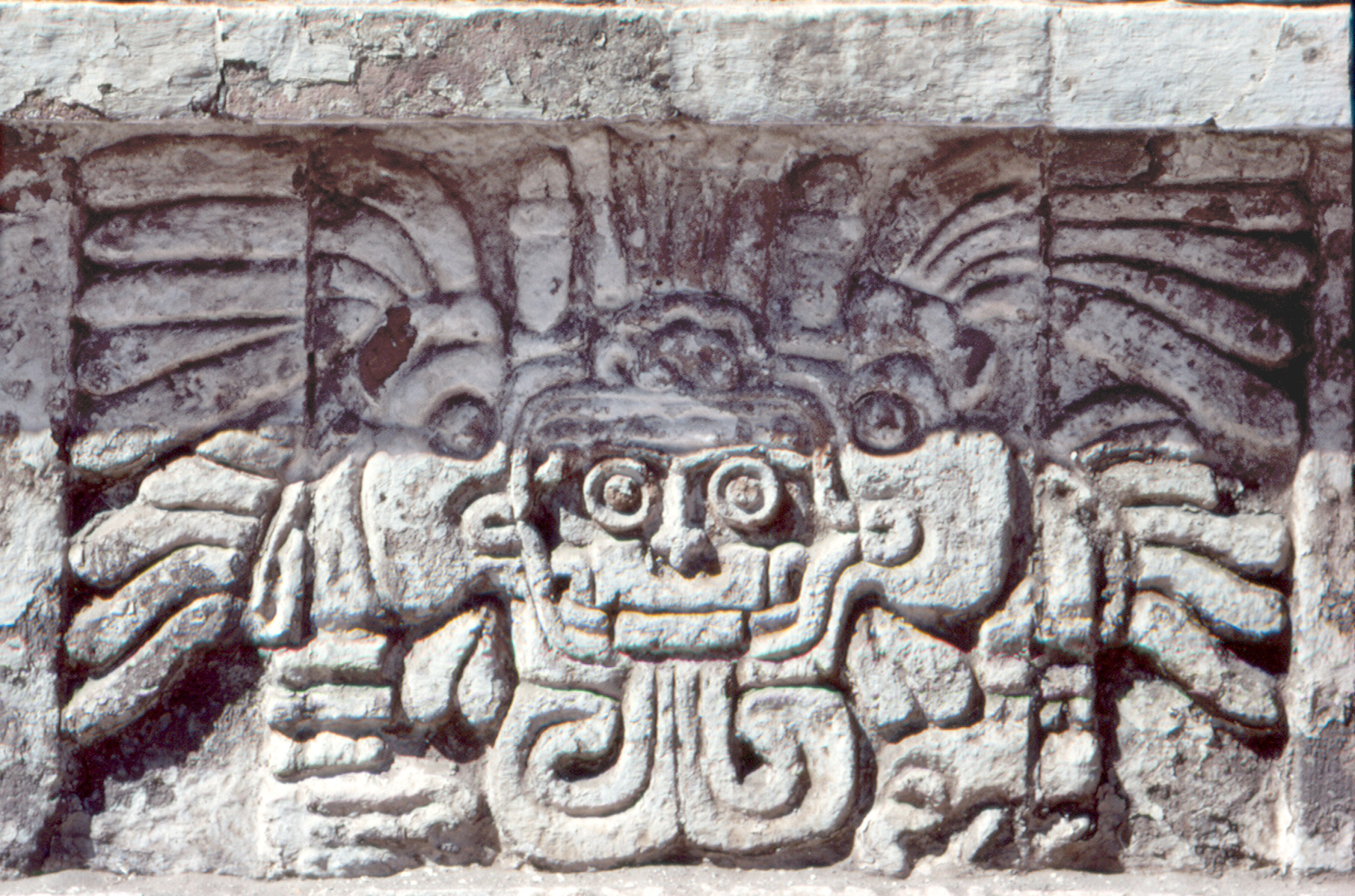
Representação de uma divindade cobra-pássaro antropomórfica, provavelmente Quetzalcoatl, no Templo de Tlahuizcalpantecuhtli em Tula

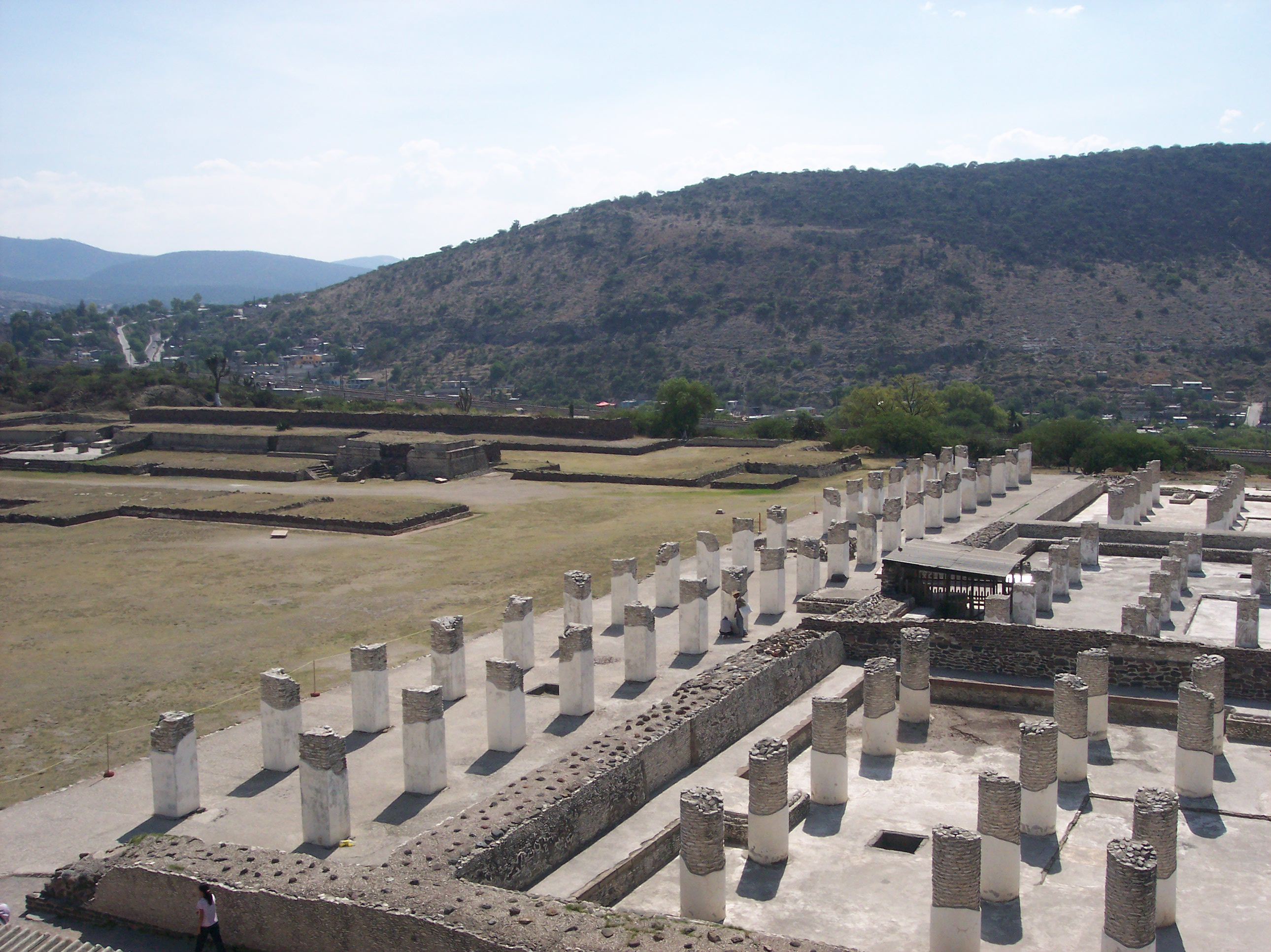
Vista das colunas do palácio queimado em Tula. A segunda quadra está em segundo plano.

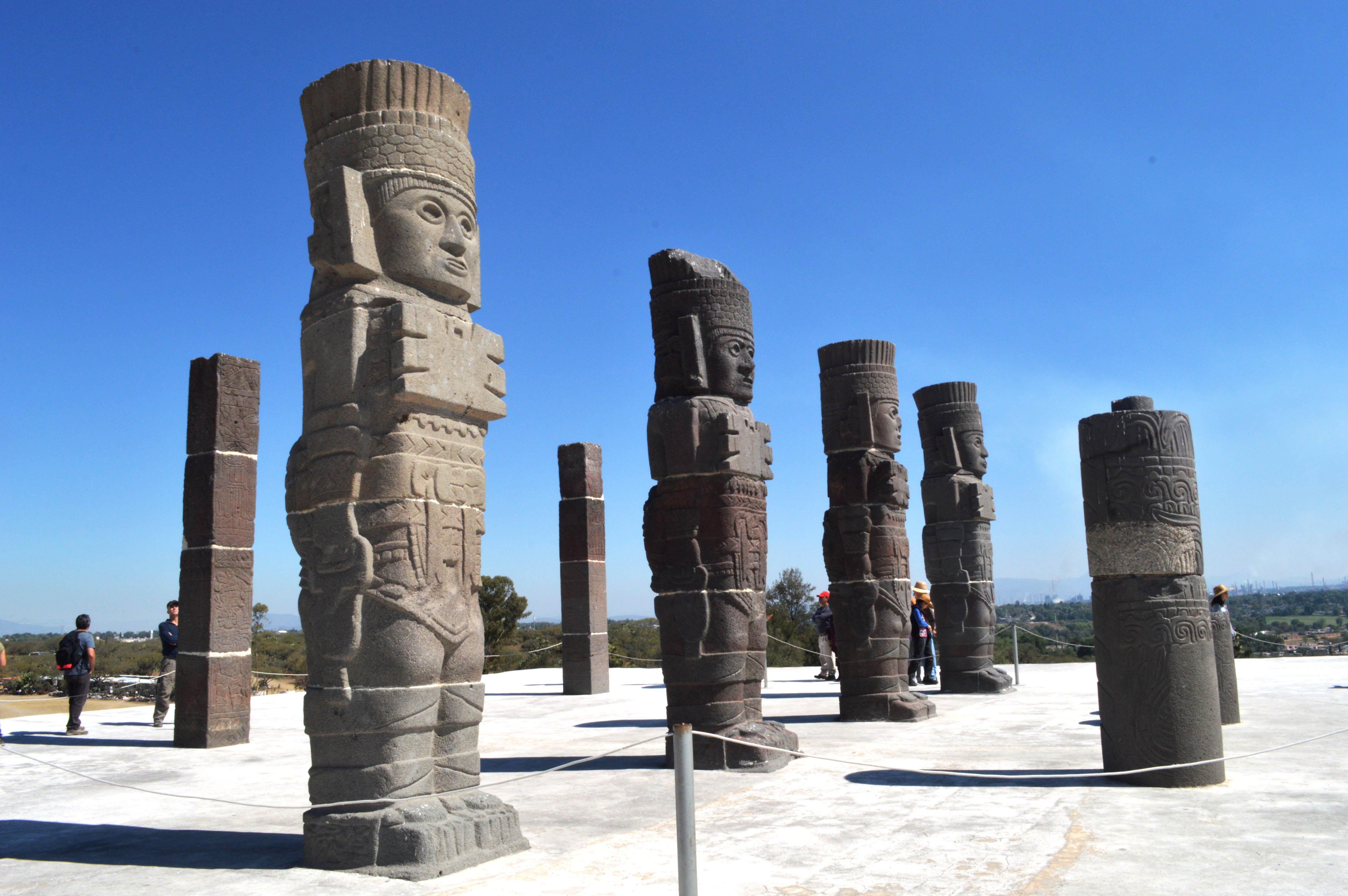
Guerreiros toltecas representados pelas famosas figuras atlantes em Tula.

Nas últimas décadas, a posição historicista caiu em desuso por uma abordagem mais crítica e interpretativa da historicidade dos relatos míticos astecas com base na abordagem original de Brinton. Esta abordagem aplica uma compreensão diferente da palavra "tolteca" à interpretação das fontes astecas, interpretando-a como uma construção amplamente mítica e filosófica tanto dos astecas quanto dos mesoamericanos em geral que serviu para simbolizar o poder e sofisticação de várias civilizações durante o período pós-clássico mesoamericano .
Estudiosos como Michel Graulich (2002) e Susan D. Gillespie (1989) sustentaram que as dificuldades em recuperar dados históricos dos relatos astecas da história tolteca são grandes demais para serem superadas. Por exemplo, existem dois supostos governantes toltecas identificados com Quetzalcoatl: o primeiro governante e fundador da dinastia tolteca e o último governante, que viu o fim da glória tolteca e foi forçado à humilhação e ao exílio. O primeiro é descrito como um guerreiro valente e triunfante, mas o último como um velho débil e inseguro. Isso fez com que Graulich e Gillespie sugerirem que a visão geral asteca cíclica do tempo,  em que eventos se repetiam no final e no início de ciclos ou eras, estava sendo inscrita no registro histórico, tornando inútil tentar distinguir entre um Ce Acatl Topiltzin histórico e uma divindade Quetzalcoatl. Graulich argumentou que a era tolteca é melhor considerada a quarta dos cinco "sóis" ou eras míticas astecas, aquela imediatamente anterior ao quinto sol do povo asteca, presidido por Quetzalcoatl. Isso fez com que Graulich considerasse que os únicos dados possivelmente históricos nas crônicas astecas são os nomes de alguns governantes e possivelmente algumas das conquistas atribuídas a eles.
Além disso, entre os povos náuatles, a palavra "tolteca" era sinônimo de "artista", "artesão" ou "homem sábio" e "Toltecayotl ". "Toltecismo" significava "arte", "cultura", "civilização" e "urbanismo" e era visto como o oposto de "Chichimecayotl" ("Chichimecismo"), que simbolizava o estado selvagem e nômade dos povos que ainda não haviam se urbanizado. Esta interpretação argumenta que qualquer grande centro urbano na Mesoamérica poderia ser referido como "Tollan" e seus habitantes como "toltecas" – e que era uma prática comum entre as linhagens dominantes na Mesoamérica pós-clássica fortalecer as reivindicações de poder afirmando a ancestralidade tolteca. Os relatos de migração mesoamericana frequentemente afirmam que Tollan era governado por Quetzalcoatl (ou Kukulkan em iucateque e Q'uq'umatz em quiché), uma figura mítica divina que mais tarde foi enviada para o exílio de Tollan e fundou uma nova cidade em outro lugar na Mesoamérica. De acordo com Patricia Anawalt, professora de antropologia da Universidade da Califórnia em Los Angeles, afirmações de ancestralidade tolteca e de que suas dinastias dominantes de elite foram fundadas por Quetzalcoatl foram feitas por civilizações diversas como os astecas, os quichés e os maias.
Embora a escola de pensamento cética não negue que traços culturais de origem aparentemente do centro do México se difundiram em uma área maior da Mesoamérica, ela tende a atribuir isso ao domínio de Teotihuacán no período clássico e à difusão geral de traços culturais dentro do região. Estudos recentes, então, não veem Tula como a capital dos toltecas dos relatos astecas. Em vez disso, considera "tolteca" simplesmente um habitante de Tula durante seu apogeu. Separando o termo "tolteca" dos relatos astecas, ele tenta encontrar pistas arqueológicas para a etnia, a história e a organização social dos habitantes de Tula.